# Первый бастион (Севастополь)
Первый бастион — фортификационное сооружение, один из восьми бастионов Севастополя времён Крымской войны, который находился между Ушаковой балкой и Килен-бухтой.

## История
Сначала на месте будущего бастиона инженерная команда под руководством военного инженера капитана Ф. А. Старченко построила артиллерийскую батарею, вооруженную четырьмя пушками, позже добавили еще пять пушек. Возле батареи в скалах выдолбили ров. Однако бастионом укрепления стало только в начале июня 1855 года, когда моряки с корабля «Париж» соорудили в его тыловой части батарею, получившую номер 107.
С самого начала обороны Севастополя первым бастионом командовал капитан-лейтенант В. К. Орлов. После его гибели в июле 1855 года укреплением стал командовать лейтенант 35-го флотского экипажа Пётр Маркович Никитин.
Для личного состава первого бастиона еще в 1851 году из инкерманского камня построили оборонительную казарму с подвалом до 300 человек (автор проекта Ф. А. Старченко). Длина ее фасада — 80 м, ширина — 12 м, высота — 4,2 м. Это инженерное сооружение находится на улице Хрулёва. В дни первой обороны в казарме хранились продовольствие, порох, в ней жили офицеры. Укрепление использовалось и как перевязочный пункт.

## Память
В 1905 году в Севастополе открыт памятник воинам первого бастиона. В 1934 году в Нахимовском районе Севастополя в честь бастиона названа улица — «1-я Бастионная улица».